# Adrenaline Mob
Adrenaline Mob es un supergrupo de heavy metal formada por el cantante Russell Allen (Symphony X), el guitarrista Mike Orlando y el batería Mike Portnoy (ex-Dream Theater). La banda se formó a principios de 2011 y actuó por primera vez en directo el 24 de junio de 2011 en la sala Hiro Ballroom de Nueva York, acompañados de Paul Di Leo (Fozzy) al bajo y Rich Ward (Stuck Mojo/Fozzy) a la guitarra rítmica. El 27 de junio de 2011 subieron a Youtube un vídeo con en el que interpretaban una versión del clásico de Black Sabbath «The Mob Rules» para promocionar a la banda. En Nochevieja de 2011 Adrenaline Mob anunció a través de su página de Facebook que lanzarían su primer álbum de estudio el 13 de marzo de 2012 y presentó la que sería la portada del disco.
El 7 de enero de 2012, la banda anunció la salida del grupo de Rich Ward y Paul Di Leo debido a conflictos en el calendario con sus respectivas bandas. El 8 de febrero de 2012 se anunció que John Moyer (Disturbed) sería el nuevo bajista de Adrenaline Mob. John hizo su debut en vivo con la banda el 12 de marzo, en la sala Hiro Ballroom de Nueva York, un día antes del lanzamiento de su primer disco, Omertà.
El 31 de enero de 2013 la banda anunció que lanzarían un EP de versiones titulado Covertà el 12 de marzo de 2013.
El 4 de junio de 2013, Portnoy anunció, a través de la página de Facebook de Adrenaline Mob, que tocaría cuatro conciertos más con la banda antes de abandonarla. Portnoy alegó problemas de calendario que le han impedido estar completamente comprometido con el futuro de la banda.  

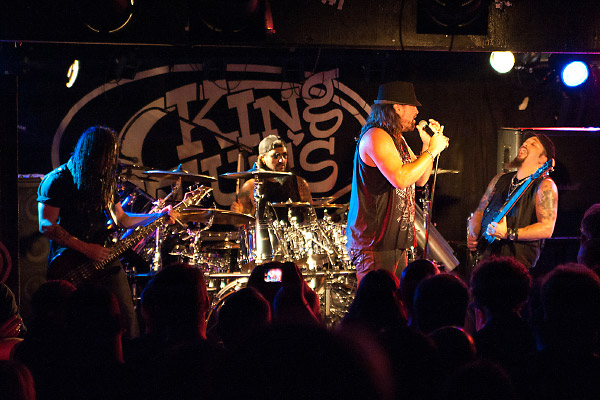
Adrenaline Mob en 2013

## Discografía
- Adrenaline Mob [EP] (2011)
- Omertá (2012)
- Covertà [EP] (2013)
- Men Of Honor (2014)
- Dearly Departed [EP] (2015)
- We The People (2017)

## Miembros
| Miembros actuales - Russell Allen – Vocalista (2011-presente) - Mike Orlando – Guitarra (2011-presente) - John Moyer – Bajo (2012-presente) - Chad Szeliga – Batería (2015-presente) | Antiguos miembros - Mike Portnoy – Batería, Percusión, Coros (2011-2013) - Rich Ward – Guitarra rítmica (2011-2012) - Paul Di Leo – Bajo, Coros (2011-2012) - A. J. Pero – Batería (2013-2015)(fallecido) |